# Jogos Cruéis
Jogos Cruéis é um dos telefilmes produzidos pela RTP.

## Sinopse
A história de duas famílias afetadas pelo fenómeno do "cyberbullying": a da família de uma vítima, Vasco, e a da família da sua principal agressora e colega de turma, Raquel, que acaba igualmente por se tornar um alvo de maus tratos. Os sentimentos de vergonha, revolta e culpa dos intervenientes na história, e ainda a dificuldade dos pais em perceber a realidade em que os filhos vivem, vão marcar o dia-a-dia destas duas famílias. A prioridade passa a ser, então, resgatar a comunicação com os dois adolescentes, a tempo de recuperá-los para a sociedade e para a vida.

## Elenco
- António Cordeiro ... Fernando Monteiro
- António Sanches ... Vasco Dias
- Cristina Carvalhal ... Sofia Dias
- Francisco Fernandez ... Nuno
- Gonçalo Robalo ... Guga
- Ivo Lucas ... David Dias
- Inês Faria ... Raquel Monteiro
- Sílvia Filipe ... Professora
- Sofia de Portugal ... Maria Antónia Monteiro